# Comuna Krîvoșîii, Hmilnîk
Krîvoșîii (în ucraineană Кривошиї) este o comună în raionul Hmilnîk, regiunea Vinnița, Ucraina, formată din satele Kolîbabînți și Krîvoșîii (reședința).

## Demografie
Componența lingvistică a satului Krîvoșîii
     Ucraineană (99,74%)
     Alte limbi (0,26%)
Conform recensământului din 2001, majoritatea populației satului Krîvoșîii era vorbitoare de ucraineană (99,74%), existând în minoritate și vorbitori de alte limbi.